# Ópera de Daegu
La Ópera de Daegu (en coreano: 대구오페라하우스) es un teatro de ópera situado en Buk-gu, Daegu, en el país asiático de Corea del Sur. El teatro de la ópera es una estructura de hormigón armado con vigas de acero, y tiene capacidad para 1.490 personas. El edificio de seis pisos fue construido entre 2000 y 2003, a un costo total del 44 millones de won.